# Margaret "Molly" Brown
Margaret Brown (efter sin död kallad Molly Brown), född 18 juli 1867 i Hannibal i Missouri, död 26 oktober 1932, var en amerikansk filantrop och aktivist som är mest känd som överlevare av Titanickatastrofen.

## Biografi
Margaret Tobin eller "The unsinkable Molly Brown", som hon är känd som, föddes i Missouri och var dotter till John Tobin och Johanna Collins, som båda var irländska invandrare. Hon växte upp i en liten by vid Mississippifloden. Som tonåring arbetade hon med att rensa teblad vid Garths Tobacco Company i Hannibal.
1886 mötte hon gruvarbetaren James Joseph ("J.J.") Brown och de gifte sig samma år i Leadville, Colorado. James Brown var även han irländsk invandrare. 1893 hittade James Brown guld i Little Jonnygruvan vilket resulterade i att han kom att bygga upp en förmögenhet på 5 miljoner dollar. 1887 föddes parets första barn, Lawrence Palmer, och 1889 föddes Catherine Eleen.
Medan hennes man steg i graderna inom gruvindustrin, blev Margaret alltmer engagerad i socialt och politiskt arbete. Hon engagerade sig för gruvarbetares rättigheter, arbetade för att förbättra stadens skolor, och var involverad i den tidiga feministiska rörelsen genom sitt arbete i National American Women's Suffrage Association. Senare flyttade familjen till Denver i Colorado, där Margaret hjälpte till att grunda Denver Women's Club.
Margaret Brown reste mycket med sin son Lawrence till Europa och lärde sig flera språk, bland annat franska och tyska, flytande. 1909 separerade hon från James Brown efter 23 års äktenskap.

### Passagerare på Titanic

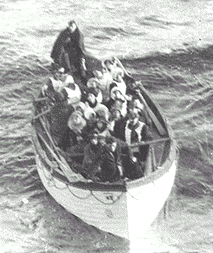
Titanics livbåt nummer 6, i vilken Margaret Brown räddades. I aktern syns kvartersmästare Hichens, och i fören utkiken Frederick Fleet.

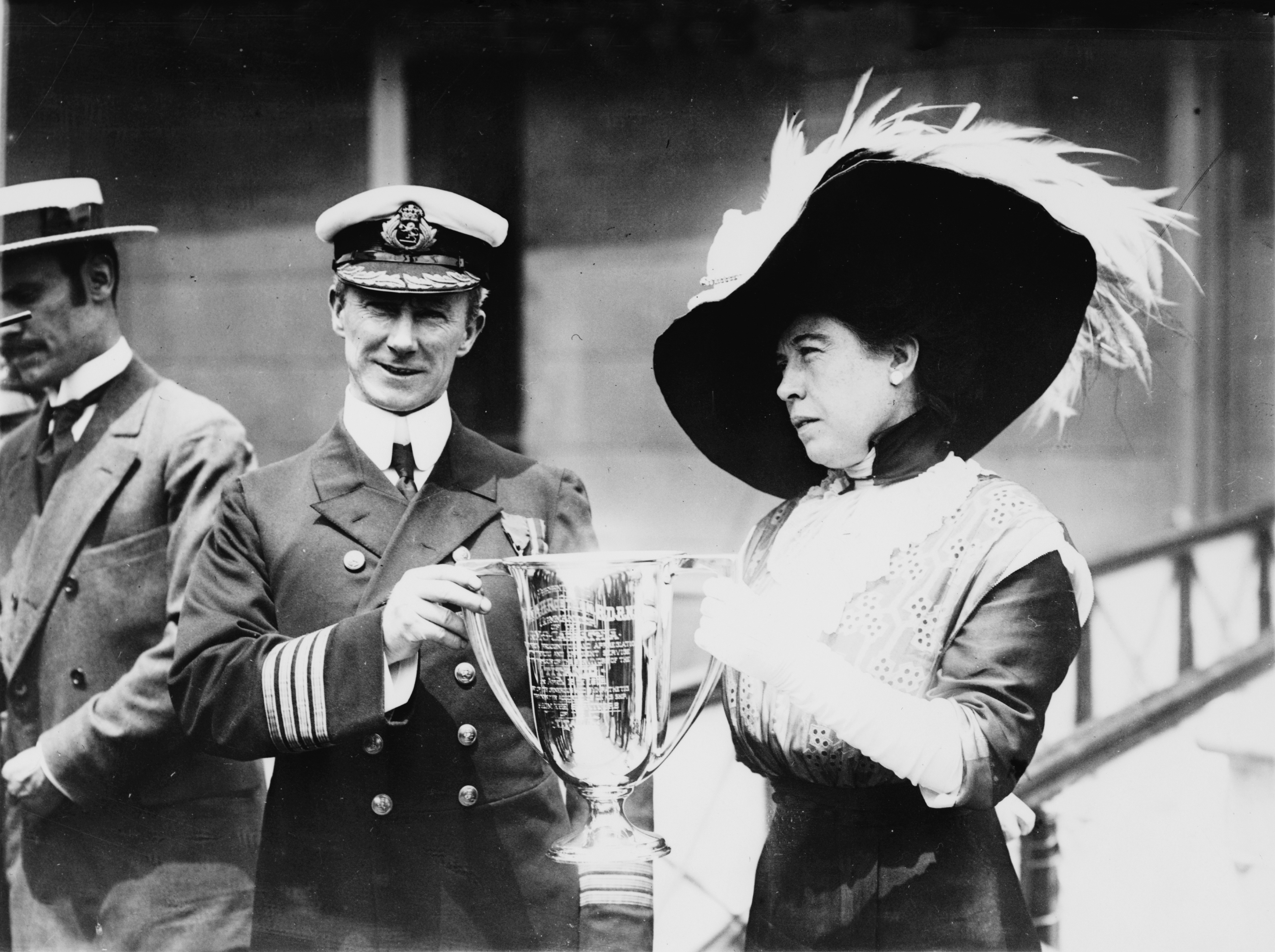
Margaret Tobin tackar kapten Arthur Rostron för hans assistans vid Titanics förlisning.

1912 hade Margaret Brown varit på en långresa runt om i världen där hon bland annat hade köpt antikviteter i Egypten. När hon besökte sin dotter i Paris fick hon ett telegram att hennes sonson Lawrence Palmer Jr var sjuk. Margaret Brown valde då att åka tillbaka till USA med Titanic på hennes jungfruresa.
När Titanic sjönk hjälpte Margaret Brown till att få ner passagerare i livbåtarna tills hon själv tvingades ner i livbåt 6 klockan 00.55. Väl i båten försökte hon få kvartermästare Robert Hichens att vända livbåten och plocka upp fler överlevande, men Hichens vägrade. Han menade att det skulle få båten att kantra och ska ha sagt "det är våra liv det gäller nu, inte deras". För att de inte skulle frysa lärde hon de andra kvinnorna att ro samtidigt som hon lånade ut sina kappa till dem som frös mest.
När Robert Hichens i gryningen påstod att en signalraket från skeppet RMS Carpathia var en stjärna hotade Margaret Brown att kasta honom överbord. Hon tog över kommandot i livbåten och fick kvinnorna att ro till Carpathia. Väl ombord där hjälpte hon till med räddningsarbetet. Hennes språkkunskaper kom till nytta och hon startade tillsammans med några andra passagerare en kommitté för de överlevande. Innan de var i hamn hade hon samlat ihop 10 000 dollar. Margaret Brown själv förlorade ett halsband som var värt 325 000 dollar i katastrofen. När hon kom i land är Margaret Brown känd för att ha utropat: “Typical Brown luck. I’m unsinkable!”, vilket dock är en efterkonstruktion.

### Senare liv
Efter Titanic använde Margaret Brown sin nya berömmelse som en plattform för att tala om sina hjärtefrågor: kvinnors rättigheter, arbetarrätt och barns rätt till utbildning. Hon var särskilt engagerad i arbetet med Ludlowmassakern 1914. Tillsammans med Alva Belmont arbetade Margaret Brown för minimilön och åtta timmars arbetsdag, genom the National Women’s Trade Union League. Margaret Brown kandiderade till senaten 1914, åtta år innan kvinnor hade rösträtt i USA. Under första världskriget arbetade hon med Röda Korset i Frankrike. I oktober 1932 dog Margaret Brown efter att ha råkat ut för två hjärnblödningar. Hon kom inte att kallas för Molly eller "The Unsinkable Molly Brown" förrän efter sin död.

## Eftermäle
Margaret Browns liv kom att dramatiseras i en musikal och senare i filmen Colorados vilda dotter ("The Unsinkable Molly Brown") från 1964 med Debbie Reynolds som Brown.
I filmen Titanics undergång från 1958 spelas Margaret Brown av Tucker Mcguire och i James Camerons film Titanic från 1997 spelas hon av Kathy Bates.
Rymdfarkosten Gemini 3, den första bemannade färden i Geminiprogrammet 23 mars 1965, benämndes "The Molly Brown". Bakgrunden till detta var att Gemini 3:s befälhavare, astronauten Virgil I. Grissoms Mercury 4-farkost "Liberty Bell" sjönk efter landningen 21 juli 1961.